# Калужино
Калужино (укр. Калужине) — село,
Днепровокаменский сельский совет,
Верхнеднепровский район,
Днепропетровская область,
Украина.
Код КОАТУУ — 1221084405. Население по переписи 2001 года составляло 98 человек.

## Географическое положение
Село Калужино находится на правом берегу реки Омельник в месте впадения её в Каменское водохранилище,
примыкает к селу Днепровокаменка.

## История
- В 1752—1764 годах село входило в состав Новослободского казацкого полка.